# Wettinia hirsuta
Wettinia hirsuta é uma espécie de angiosperma na família Arecaceae. É encontrada na Colômbia.